# Ijen
Ijen é um complexo vulcânico composto por um grupo de estratovulcões situado perto da costa oriental da ilha indonésia de Java, nas regência de Bondowoso e Banyuwangi da província de Java Oriental. 

## Descrição
O complexo apresenta uma grande caldeira vulcânica chamada de Kendeng, com cerca de 20 km de largura.  Grande parte do fundo da caldeira está coberta de plantações de café e o local é um destino turístico popular, pelas quedas de água lá existentes, nascentes de água quente e pela paisagem vulcânica. No complexo há muitos outros cones e crateras vulcânicas, tanto na caldeira como ao longo da sua borda. A maior concentração de cones forma um conjunto mais ou menos alinhado na direção leste-oeste no lado sul da caldeira.
O vulcão mais elevado do complexo, o Gunung Merapi (não confundir com o  Merapi de Java Central ou o Merapi da Sumatra), ergue-se a 2 799 metros de altitude, cerca de 20 km a oeste da costa oriental de Java em linha reta e 35 km a noroeste de Banyuwangi por estrada. A pouca distância a oeste do Merapi situa-se o vulcão Kawah Ijen, no qual existe um lago de cratera de cor turquesa, com diâmetro de 722 m, 0,41 km² de área, 200 m de profundidade e 36 000 000 m³ de volume, considerado o maior lago fortemente ácido do mundo.
O lago de Kawah Ijen é explorado intensivamente para extração de enxofre, o qual é extraído à mão do fundo da cratera e depois transportado em cestos carregados às costas de trabalhadores ao longo de três quilómetros, até ao vale de Paltuding. O lago é também a nascente do rio Banyupahit, um curso de água muito ácida e carregada de metais que tem efeitos significativamente prejudiciais nos ecossistemas a jusante. Em julho de 2008, o aventureiro e apresentador de televisão canadiano George Kourounis levou um pequeno bote de borracha para o lago para medir a sua acidez; as medições de pH indicaram 0,5 junto às margens e 0,13 no meio, devido à grande concentração de ácido sulfúrico.

## Cratera do fogo azul

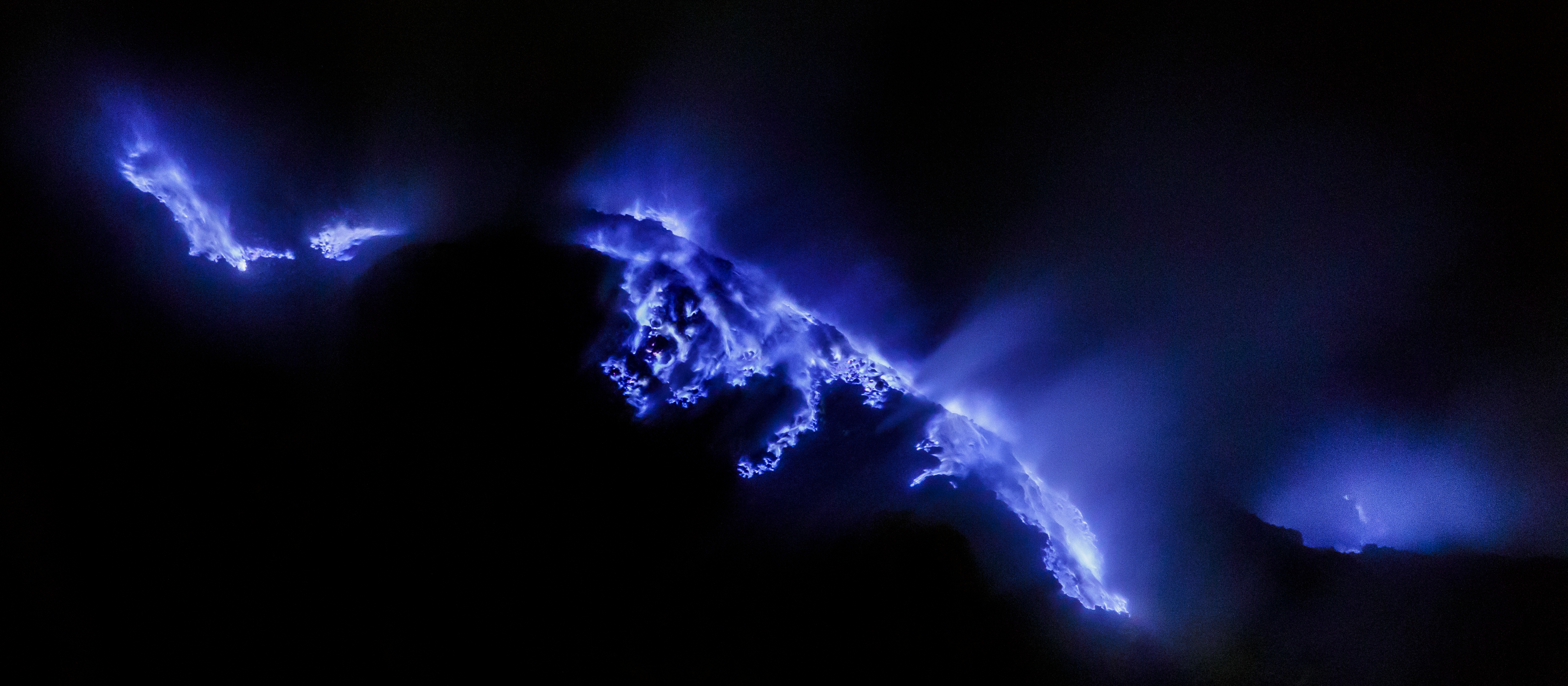
"Lava Azul" registrada nas encostas do vulcão Kawah Ijen

Há um fenómeno na cratera, denominado lava azul, que se tornou uma atração turística, principalmente desde que a National Geographic se referiu a ele. Trata-se das chamas azul-elétrico visíveis à noite, devidas ao gás sulfúrico (que é emanado de rachaduras) a arder a temperaturas que chegam aos 600 °C.
As chamas podem ter cinco metros de altura e parte dos gás condensa para o estado líquido, continuando em combustão. A observação das chamas requer uma caminhada noturna de cerca de duas horas até à beira da cratera seguida de uma descida de 45 minutos até à margem do lago.

## Mineração de enxofe
Um orifício ativo à beira do lago é uma fonte de enxofre elementar que suporta uma operação de mineração. Os gases vulcânicos são canalizados através de uma rede de tubos cerâmicos, onde se dá a condensação de enxofre fundido. O enxofre, que é vermelho forte quando fundido, escorre lentamente do fim dos tubos e acumula-se no solo, tornando-se amarelo à medida que arrefece. Os mineiros partem o material arrefecido em grandes blocos e carregam-no em cestos. Cada mineiro carrega entre 75 e 90 kg ao longo da encosta de 300 metros do bordo da cratera, com uma inclinação de 45 a 60 graus, e depois durante três quilómetros montanha abaixo. Muitos dos mineiros fazem este percurso duas vezes por dia. Uma refinaria de açúcar próxima paga o enxofre aos mineiros ao quilograma; em setembro de 2010, o rendimento típico diário dos mineiros não chegava aos 10 €  e a proteção enquanto trabalhavam no vulcão era muito insuficiente, o que provocava muitos problemas respiratórios.